# Historia Mathematica
Historia Mathematica: International Journal of History of Mathematics est une revue scientifique sur l'histoire des mathématiques publiée par Elsevier. Ce journal a été créé par Kenneth O. May en 1971 comme lettre d'information gratuite appelée à l'époque Notae de Historia Mathematica. Ce n'est qu'au sixième numéro que la lettre devient une revue, la revue officielle de la Commission internationale d'histoire des mathématiques.

## Histoire
À la fin des années soixante, René Taton, Adolf P. Youschkevitch et Kenneth O. May ont l'idée de créer un journal international appuyé par une institution. Lors du 12e congrès international d'histoire des sciences (Paris, 1968), cette idée prend forme et une sous-commission provisoire est créée avec Kenneth O. May comme président. En 1971, Kenneth O. May commence par éditer une lettre d'information, Notae de Historia Mathematica, dans laquelle il présente son projet dans la première :

« Le journal sera un journal international ouvert à tous les historiens, à tous les points de vue et à toutes les approches de l'histoire des mathématiques. Il servira de journal professionnel des historiens des mathématiques, facilitant la communication entre eux et avec les mathématiciens, les historiens des sciences, les enseignants et autres personnes intéressées par leur travail. Il traitera de l’histoire de tous les aspects des mathématiques, y compris la biographie, l’éducation, la philosophie, les applications, les organisations, les institutions, la méthodologie, l’historiographie, les relations avec d’autres sciences, la technologie et l’histoire générale, à l’exception des domaines connexes tels que la physique. »

— Kenneth O. May, Notae de Historia Mathematica, Novembre 1971
La même année, lors du 13e congrès (Moscou), la sous-commission devient la Commission internationale d'histoire des mathématiques. Prenant la suite des Notae de Historia Mathematica, la revue Historia Mathematica, journal officiel de la commission, commence à paraître en 1974.

## Rédacteurs en chef
- Kenneth O. May, 1974–1977 ;
- Joseph Dauben, 1977–1985 ;
- Eberhard Knobloch, 1985–1994 ;
- David E. Rowe, 1994–1996 ;
- Karen Parshall, 1996–2000 ;
- Craig Fraser et Umberto Bottazzini, 2000–2004 ;
- Craig Fraser, 2004–2007 ;
- Benno van Dalen, 2007–2009 ;
- June Barrow-Green et Niccolò Guicciardini, 2010-2012 ;
- Niccolò Guicciardini et Tom Archibald (de), 2013-2015 ;
- Tom Archibald (jusqu'en mai 2017), Reinhard Siegmund-Schultze (de) et Nathan Sidoli (depuis février 2017).

## Prix Montucla
Tous les quatre ans a lieu le Congrès international d'histoire des sciences et technologies. À cette occasion, le comité exécutif de la Commission internationale d'histoire des mathématiques décerne le prix Montucla. Celui-ci a pour but de récompenser le meilleur article publié par un auteur en début de carrière dans Historia Mathematica durant les 4 années précédant le Congrès.
Liste des lauréats :
- Henrik Kragh Sørensen, 2009
- Sébastien Maronne, 2013
- Jemma Lorenat, 2017
- François Lê et Brigitte Stenhouse, 2021

## Analyse et indexation
Le journal est indexé dans Mathematical Reviews, SCISEARCH et Scopus.